# Montgomery Slatkin
Montgomery Slatkin (n. 1955 ) es un biólogo estadounidense, y profesor en la Universidad de California, Berkeley.
He is faculty of the Slatkin Research Group, in the Center for Theoretical Evolutionary Genomics.

## Honores
- 2000: Premio Sewall Wright

Miembro de
- Junta de Ciencias de la Santa Fe Institute.[3]

## Algunas publicaciones
- Douglas J. Futuyma, Montgomery Slatkin (eds) Coevolution, Sinauer Associates, 1983, ISBN 9780878932283
- Paul John Greenwood, Paul H. Harvey, Montgomery Slatkin, ed. (1985). Evolution: essays in honour of John Maynard Smith. CUP Archive. ISBN 9780521257343.
- Montgomery Slatkin (ed) Exploring evolutionary biology: readings from American scientist, Sinauer Associates, 1995, 305 pp. ISBN 9780878937646
- Montgomery Slatkin, Michel Veuille, ed. (2002). Modern developments in theoretical population genetics: the legacy of Gustave Malécot. Oxford University Press. ISBN 9780198599623.